# East Peoria
East Peoria város az USA Illinois államában, Tazewell megyében. Lakosainak száma 22 484 fő (2020. április 1.).

## Története
1848-ban egy fizetős hidat építettek a virágzó Peoria városától a túlsó partig. Létrejött Coleville kis települése.
1864-ben Coleville közelében, korábban lecsapolt mocsaras területen alapították Bluetown települést. A telepesek Elzászból és Lotaringiából érkeztek. 1869-ben a várost Hiltonra nevezték át.
1884-ben mindkét települést egyesítették, és Hilton néven független községgé emelték, „falu” státusszal. 1889-ben a nevét East Peoriára változtatták. 1919-ben „város” rangot kapott.

## Népesség
A település népességének változása:
| Lakosok száma | 22 638 | 23 402 | 22 484 |
|               | 2000   | 2010   | 2020   |